# Sự tạo dựng Adam
Sự tạo dựng Adam (tiếng Ý: Creazione di Adamo, cũng có tên gọi là Sự tạo dựng người đàn ông(trplate 54)) là một bức tranh tường trên trần nhà nguyện Sistina, thành Vatican. Đây là tác phẩm do Michelangelo sáng tác vào khoảng năm 1511. Đây là một trong những tác phẩm trên trần nhà nguyện này, ngoài ra còn có, Adam và Eve trong Vườn địa đàng, Đại hồng thủy, nhà tiên tri Isaiah và Bà đồng Cumaean. 
Bức tranh này mô tả Chúa tạo ra người đàn ông đầu tiên, Adam. Theo kinh Cựu Ước, Thiên Chúa trong buổi đầu tạo dựng thế giới muôn loài chỉ trong 6 ngày. Ngày thứ sáu là ngày con người được dựng lên từ đất.
Bức tranh đã được nhiều người sao chép và nhại lại rất nhiều lần. Sự tạo dựng Adam của Michelangelo là một trong những những bức tranh tôn giáo được sao chép nhiều nhất mọi thời đại.